# Бахмутський гусарський полк
Ба́хмутський гуса́рський полк — гусарський полк, сформований 1764 році 11 липня об'єднанням двох іррегулярних гусарських полків Райко Прерадовича та Йована Шевича. Розформований 24 грудня 1776 року і використаний для створення нових гусарських полків.

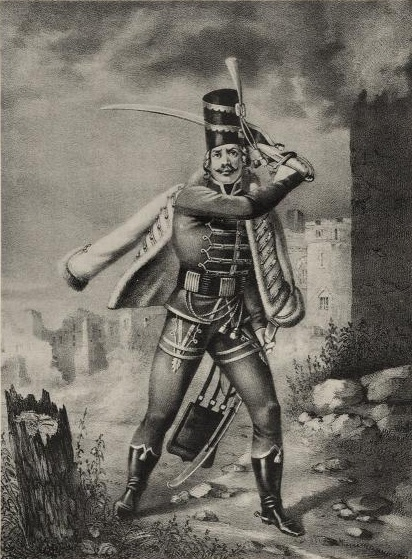
Рядовий Бахмутського гусарського полку, 1764—1774

## Формування
У 1753 році (29 березня, 1 квітня і 29 травня) Сенат видав укази про поселення на вільних територіях на правому березі Сіверського Дінця між річками Бахмутом і Луганню сербів, болгар, угорців та інших вихідців з Балканських країн православного сповідання, що втекли з-під турецького ярма і знаходилися на території Австрії.
Поселенці повинні були не тільки освоїти надану землю, а й захищати новий кордон від набігів кримських татар.
Поселенці були об'єднані в два іррегулярні гусарські полки (по сім рот в кожному), що носили назви по іменах їхніх командирів — Райко Прерадович та Йована Шевича. Кожна рота повинна була для захисту побудувати шанець. Малочисельність в деяких ротах не дозволила їх побудувати як і спроби командирів довести чисельність рот до штатного складу. Зважаючи на малочисельність полків, в 1764 році вони були об'єднані в один, який одержав назву Бахмутський гусарський полк, зі спільною нумерацією рот. Всього їх було 16.
1765 року до складу полку увійшов Молдавський гусарський полк.

## Склад
Спочатку Йован Шевич вивів з-за кордону 210 чоловік, а Райко Прерадович — 27. Потім команди поповнювалися частково зі старих гусарських полків, а так само в значній мірі за рахунок вербування українців. Проте, обіцяного числа людей вони так і не зуміли набрати. У 1763 р. в полку Шевича налічувалося 516 чоловік, в полку Прерадовича — 426. Крім того, в обох полках були жінки і діти — всього 517 чоловік.
Спочатку полки Шевича і Прерадовича мали по 7 рот (згодом чисельність було збільшено до 10). Поселилися вони у деяких існуючих запорозьких зимівниках і поселеннях понад річками.
Військові не виселяли існуюче населення. Спочатку, не бажаючи бути висланими, запорожці і українці писалися іншими національностями. Зі сформуванням Бахмутського гусарського полку 1764 року необхідність у прикритті свого походження зникла.

## Розселення

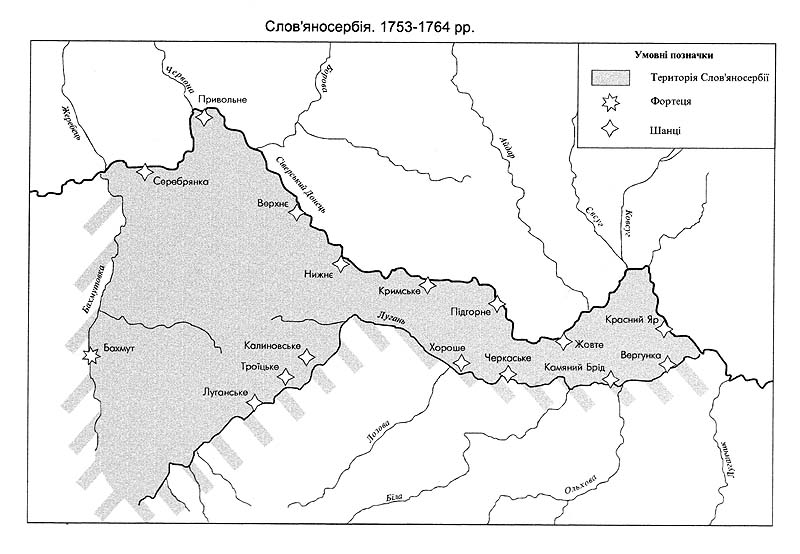
Історична мапа Слов'яносербії

Роти поселилися переважно по правому берегу Дінця і лівому берегу Лугані, до того ж не всі відразу. Поселялися і поповнювалися вони по мірі прибуття нових поселенців.
На місці поселення роти створювали польові укріплення — шанці. Військовослужбовці одержували землю, яку повинні були обробляти.
Склад Бахмутського полку:
- 1-а рота у с. Сріблянці,
- 2-а — Вергунку, у місті Луганське,
- 3-а — Вище,
- 4-а — Красний Яр, на березі Сіверського Дінцю у Луганську,
- 5-а — Привілля,
- 6-а — Кримське (Кримський Брід),
- 7-а — Нижнє,
- 8-а — Підгірне (згодом тут побудували місто, яке в 1784—1817 рр. носило назву Донецьк, а потім було перейменоване в Слов'яносербськ),
- 9-а — Жовте,
- 10-а — Кам'яний Брід, у місті Луганське,
- 11-а — Черкаський Яр,
- 12-а — Хороше,
- 13-а — Калинове,
- 14-а — Троїцьке,
- 15-а і 16-а — Луганське (нині Донецької області).

Деякі з цих населених пунктів були раніше засновані запорожцями (Вергунка, Черкаський Яр, Підгірне).
Окрім польових укріплень — шанців, для охорони поселення з півдня, південного заходу і південного сходу були організовані польові караули, обладнані редутами. На вододілі річок Луганчика, Білої Лугані (нині р. Біла) і Міуса, планувалося побудувати фортецю.

## Адміністративний устрій
Місцевість, заселена полками Прерадовича і Шевича, одержала назву Слов'яносербія. Вона не входила до складу губернії, а безпосередньо була підпорядкована Сенату і Військовій колегії.
Для організації поселення, комплектування і утримання гусарських полків, Військовою колегією в 1753 році була утворена Слов'яносербська комісія. Вона розташовувалася в м. Бахмуті, яке не входило до складу Слов'яносербії. Існувала також посада начальника Слов'яносербії, яку спочатку займав Райко Депрерадович, а потім Йован Шевич.
1764 року Слов'яносербію і Українську лінію «упразднили» і вся територія увійшла до нової Катерининської провінції Новоросійської губернії.
З 1765 року Бахмутський полк і територія колишньої Слов'яносербії у складі Бахмутської провінції Новоросійської губернії.

## Розформування
У 1776 у зв'язку зі скасуванням Запорізької Січі, для захисту південних кордонів з Бахмутського, Угорського, Волоського, Жовтого, Молдавського, Сербського і Чорного гусарських полків та з ескадронів, що залишилися від розформованих Грузинського гусарського полку і Московського легіону, на території Азовської губернії і Новоросійської губернії створені нові гусарські поселені полки: Болгарський, Волоський, Угорський, Далматський, Іллірійський, Македонський, Молдавський, Сербський і Слов'янський. У 1783-1784 рр. всі вони, за винятком Лейб-гусарського ескадрону, були переформовані в легкокінні й втратили назавжди характер іррегулярних поселених частин.